# Lijst van interlands Israëlisch voetbalelftal 2010-2019
Deze pagina toont een chronologisch en gedetailleerd overzicht van de interlands die het Israëlisch voetbalelftal heeft gespeeld in de periode 2010 – 2019.

## Interlands

### 2010
|                                                              |          |                                             |        |                                                                                           |
| 3 maart Vriendschappelijk № 429 «onderlinge duels» 19:45 uur | Roemenië | 0 – 2                                       | Israël | Dan Păltinișanustadion, Timișoara Toeschouwers: 8.000 Scheidsrechter: Milorad Mažić (SRB) |
| 3 maart Vriendschappelijk № 429 «onderlinge duels» 19:45 uur |          | 45' Yossi Benayoun 84' (pen.) Elyaniv Barda |        | Dan Păltinișanustadion, Timișoara Toeschouwers: 8.000 Scheidsrechter: Milorad Mažić (SRB) |

|                                                             |                                                                             |       |                   |                                                                                         |
| 27 mei Vriendschappelijk № 430 «onderlinge duels» 22:30 uur | Uruguay                                                                     | 4 – 1 | Israël            | Estadio Centenario, Montevideo Toeschouwers: 60.000 Scheidsrechter: Enrique Osses (CHI) |
| 27 mei Vriendschappelijk № 430 «onderlinge duels» 22:30 uur | Diego Forlán 15' Álvaro Pereira 37' Sebastián Abreu 75' Sebastián Abreu 81' |       | 30' Lior Refaelov | Estadio Centenario, Montevideo Toeschouwers: 60.000 Scheidsrechter: Enrique Osses (CHI) |

|                                                   |                                                         |       |        | |
| 30 mei Vriendschappelijk № 431 «onderlinge duels» | Chili                                                   | 3 – 0 | Israël | Estadio Municipal de Concepción, Concepción Toeschouwers: 25.000 Scheidsrechter: Antonio Arias (PAR) |
| 30 mei Vriendschappelijk № 431 «onderlinge duels» | Humberto Suazo 22' Alexis Sánchez 49' Rodrigo Tello 90' |       |        | Estadio Municipal de Concepción, Concepción Toeschouwers: 25.000 Scheidsrechter: Antonio Arias (PAR) |

|                                                                        |                                                                |       |                |                                                                                     |
| 2 september EK-kwalificatie Groep F № 432 «onderlinge duels» 19:15 uur | Israël                                                         | 3 – 1 | Malta          | Ramat Ganstadion, Ramat Gan Toeschouwers: 17.365 Scheidsrechter: Saïd Ennjimi (FRA) |
| 2 september EK-kwalificatie Groep F № 432 «onderlinge duels» 19:15 uur | Yossi Benayoun 7' Yossi Benayoun 64' (pen.) Yossi Benayoun 75' |       | 38' Jamie Pace | Ramat Ganstadion, Ramat Gan Toeschouwers: 17.365 Scheidsrechter: Saïd Ennjimi (FRA) |

|                                                                        |         |       |        |                                                                                          |
| 7 september EK-kwalificatie Groep F № 433 «onderlinge duels» 19:00 uur | Georgië | 0 – 0 | Israël | Boris Paitsjadzestadion, Tbilisi Toeschouwers: 45.000 Scheidsrechter: Sascha Kever (SUI) |
| 7 september EK-kwalificatie Groep F № 433 «onderlinge duels» 19:00 uur |         |       |        | Boris Paitsjadzestadion, Tbilisi Toeschouwers: 45.000 Scheidsrechter: Sascha Kever (SUI) |

|                                                                      |                   |       |                                     |                                                                                       |
| 9 oktober EK-kwalificatie Groep F № 434 «onderlinge duels» 21:05 uur | Israël            | 1 – 2 | Kroatië                             | Ramat Ganstadion, Ramat Gan Toeschouwers: 33.421 Scheidsrechter: Wolfgang Stark (GER) |
| 9 oktober EK-kwalificatie Groep F № 434 «onderlinge duels» 21:05 uur | Etey Shechter 81' |       | 36' Niko Kranjčar 41' Niko Kranjčar | Ramat Ganstadion, Ramat Gan Toeschouwers: 33.421 Scheidsrechter: Wolfgang Stark (GER) |

|                                                                       |                                                        |       |                   |                                                                                                 |
| 12 oktober EK-kwalificatie Groep F № 435 «onderlinge duels» 19:45 uur | Griekenland                                            | 2 – 1 | Israël            | Georgios Karaiskákis Stadion, Piraeus Toeschouwers: 16.935 Scheidsrechter: Martin Hansson (SWE) |
| 12 oktober EK-kwalificatie Groep F № 435 «onderlinge duels» 19:45 uur | Dimitrios Salpigidis 22' Giorgos Karagounis 63' (pen.) |       | 59' Itay Shechter | Georgios Karaiskákis Stadion, Piraeus Toeschouwers: 16.935 Scheidsrechter: Martin Hansson (SWE) |

|                                                                  |                                                  |       |                                                |                                                                                     |
| 17 november Vriendschappelijk № 436 «onderlinge duels» 19:30 uur | Israël                                           | 3 – 2 | IJsland                                        | Bloomfieldstadion, Tel Aviv Toeschouwers: 8.142 Scheidsrechter: Ilias Spathas (GRE) |
| 17 november Vriendschappelijk № 436 «onderlinge duels» 19:30 uur | Omer Damari 5' Omer Damari 14' Lior Refaelov 27' |       | 79' Alfreð Finnbogason 85' Kolbeinn Sigþórsson | Bloomfieldstadion, Tel Aviv Toeschouwers: 8.142 Scheidsrechter: Ilias Spathas (GRE) |

### 2011
|                                                                 |        |                                      |        |                                                                                         |
| 9 februari Vriendschappelijk № 437 «onderlinge duels» 19:00 uur | Israël | 0 – 2                                | Servië | Bloomfieldstadion, Tel Aviv Toeschouwers: 8.000 Scheidsrechter: Aleksej Nikolajev (RUS) |
| 9 februari Vriendschappelijk № 437 «onderlinge duels» 19:00 uur |        | 23' Zoran Tošić 77' Vesko Trivunović |        | Bloomfieldstadion, Tel Aviv Toeschouwers: 8.000 Scheidsrechter: Aleksej Nikolajev (RUS) |

|                                                                     |                                   |       |                    |                                                                                      |
| 26 maart EK-kwalificatie Groep F № 438 «onderlinge duels» 18:05 uur | Israël                            | 2 – 1 | Letland            | Bloomfieldstadion, Tel Aviv Toeschouwers: 10.801 Scheidsrechter: Milorad Mažić (SRB) |
| 26 maart EK-kwalificatie Groep F № 438 «onderlinge duels» 18:05 uur | Elyaniv Barda 16' Biram Kayal 81' |       | 62' Kaspars Gorkšs | Bloomfieldstadion, Tel Aviv Toeschouwers: 10.801 Scheidsrechter: Milorad Mažić (SRB) |

|                                                                     |                  |       |         |                                                                                      |
| 29 maart EK-kwalificatie Groep F № 439 «onderlinge duels» 19:05 uur | Israël           | 1 – 0 | Georgië | Bloomfieldstadion, Tel Aviv Toeschouwers: 12.000 Scheidsrechter: Fredy Fautrel (FRA) |
| 29 maart EK-kwalificatie Groep F № 439 «onderlinge duels» 19:05 uur | Tal Ben-Haim 59' |       |         | Bloomfieldstadion, Tel Aviv Toeschouwers: 12.000 Scheidsrechter: Fredy Fautrel (FRA) |

|                                                                   |                             |       |                                            |                                                                          |
| 4 juni EK-kwalificatie Groep F № 440 «onderlinge duels» 17:30 uur | Letland                     | 1 – 2 | Israël                                     | Skontostadion, Riga Toeschouwers: 6.147 Scheidsrechter: Alan Kelly (IRL) |
| 4 juni EK-kwalificatie Groep F № 440 «onderlinge duels» 17:30 uur | Aleksandrs Cauņa 62' (pen.) |       | 19' Yossi Benayoun 43' (pen.) Tal Ben Haim | Skontostadion, Riga Toeschouwers: 6.147 Scheidsrechter: Alan Kelly (IRL) |

|                                                                  |                                                                          |       |                                                              |                                                                                    |
| 10 augustus Vriendschappelijk № 441 «onderlinge duels» 19:30 uur | Ivoorkust                                                                | 4 – 3 | Israël                                                       | Stade de Genève, Lancy Toeschouwers: 2.000 Scheidsrechter: Jérôme Laperrière (SUI) |
| 10 augustus Vriendschappelijk № 441 «onderlinge duels» 19:30 uur | Yaya Touré 45+3' Didier Ya Konan 45+4' Moussa Koné 67' Didier Drogba 81' |       | 76' Itay Shechter 79' Maor Melikson 87' (pen.) Maor Melikson | Stade de Genève, Lancy Toeschouwers: 2.000 Scheidsrechter: Jérôme Laperrière (SUI) |

|                                                                        |        |                   |             |                                                                                      |
| 2 september EK-kwalificatie Groep F № 442 «onderlinge duels» 15:05 uur | Israël | 0 – 1             | Griekenland | Bloomfieldstadion, Tel Aviv Toeschouwers: 13.100 Scheidsrechter: Craig Thomson (SCO) |
| 2 september EK-kwalificatie Groep F № 442 «onderlinge duels» 15:05 uur |        | 60' Sotiris Ninis |             | Bloomfieldstadion, Tel Aviv Toeschouwers: 13.100 Scheidsrechter: Craig Thomson (SCO) |

|                                                                        |                                                           |       |                 |                                                                                   |
| 6 september EK-kwalificatie Groep F № 443 «onderlinge duels» 20:00 uur | Kroatië                                                   | 3 – 1 | Israël          | Maksimirstadion, Zagreb Toeschouwers: 13.688 Scheidsrechter: Carlos Velasco (ESP) |
| 6 september EK-kwalificatie Groep F № 443 «onderlinge duels» 20:00 uur | Luka Modrić 47' Eduardo da Silva 55' Eduardo da Silva 57' |       | 44' Tomer Hemed | Maksimirstadion, Zagreb Toeschouwers: 13.688 Scheidsrechter: Carlos Velasco (ESP) |

|                                                                       |       |                                    |        |                                                                                  |
| 11 oktober EK-kwalificatie Groep F № 444 «onderlinge duels» 18:00 uur | Malta | 0 – 2                              | Israël | Ta' Qalistadion, Ta' Qali Toeschouwers: 2.614 Scheidsrechter: Bruno Paixão (POR) |
| 11 oktober EK-kwalificatie Groep F № 444 «onderlinge duels» 18:00 uur |       | 11' Lior Rafaelov 90' Rami Gershon |        | Ta' Qalistadion, Ta' Qali Toeschouwers: 2.614 Scheidsrechter: Bruno Paixão (POR) |

### 2012
|                                                                  |                                      |       |                                                                      |                                                                                           |
| 29 februari Vriendschappelijk № 445 «onderlinge duels» 20:00 uur | Israël                               | 2 – 3 | Oekraïne                                                             | HaMoshavastadion, Petach Tikwa Toeschouwers: 4.000 Scheidsrechter: Szymon Marciniak (POL) |
| 29 februari Vriendschappelijk № 445 «onderlinge duels» 20:00 uur | Tomer Hemed 56' (pen.) Ben Sahar 63' |       | 17' (pen.) Oleg Goesjev 45' Jevhen Konopljanka 61' Andriy Yarmolenko | HaMoshavastadion, Petach Tikwa Toeschouwers: 4.000 Scheidsrechter: Szymon Marciniak (POL) |

|                                                             |                                           |       |                     |                                                                         |
| 26 mei Vriendschappelijk № 446 «onderlinge duels» 20:15 uur | Tsjechië                                  | 2 – 1 | Israël              | UPC Arena, Graz Toeschouwers: 3.400 Scheidsrechter: Richard Trutz (SVK) |
| 26 mei Vriendschappelijk № 446 «onderlinge duels» 20:15 uur | Milan Baroš 17' (pen.) David Lafata 90+4' |       | 45+1' Itay Shechter | UPC Arena, Graz Toeschouwers: 3.400 Scheidsrechter: Richard Trutz (SVK) |

|                                                             |                                    |       |        |                                                                               |
| 31 mei Vriendschappelijk № 447 «onderlinge duels» 20:30 uur | Duitsland                          | 2 – 0 | Israël | Red Bull Arena, Leipzig Toeschouwers: 43.241 Scheidsrechter: Kevin Blom (NED) |
| 31 mei Vriendschappelijk № 447 «onderlinge duels» 20:30 uur | Mario Gómez 40' André Schürrle 82' |       |        | Red Bull Arena, Leipzig Toeschouwers: 43.241 Scheidsrechter: Kevin Blom (NED) |

|                                                                  |                      |       |                 |                                                                                          |
| 15 augustus Vriendschappelijk № 448 «onderlinge duels» 19:30 uur | Hongarije            | 1 – 1 | Israël          | Ferenc Puskásstadion, Boedapest Toeschouwers: 10.000 Scheidsrechter: Ivan Kružliak (SVK) |
| 15 augustus Vriendschappelijk № 448 «onderlinge duels» 19:30 uur | Balázs Dzsudzsák 51' |       | 80' Tomer Hemed | Ferenc Puskásstadion, Boedapest Toeschouwers: 10.000 Scheidsrechter: Ivan Kružliak (SVK) |

|                                                                        |                   |       |                   |                                                                                     |
| 7 september WK-kwalificatie Groep F № 449 «onderlinge duels» 18:00 uur | Azerbeidzjan      | 1 – 1 | Israël            | Tofikh Bakhramovstadion, Bakoe Toeschouwers: 15.000 Scheidsrechter: Matej Jug (SLO) |
| 7 september WK-kwalificatie Groep F № 449 «onderlinge duels» 18:00 uur | Ruslan Abışov 65' |       | 65' Bebars Natcho | Tofikh Bakhramovstadion, Bakoe Toeschouwers: 15.000 Scheidsrechter: Matej Jug (SLO) |

|                                                                         |        |                                                                                           |         |                                                                                         |
| 11 september WK-kwalificatie Groep F № 450 «onderlinge duels» 20:00 uur | Israël | 0 – 4                                                                                     | Rusland | Ramat Ganstadion, Ramat Gan Toeschouwers: 30.000 Scheidsrechter: Mark Clattenburg (ENG) |
| 11 september WK-kwalificatie Groep F № 450 «onderlinge duels» 20:00 uur |        | 6' Aleksandr Kerzjakov 18' Aleksandr Kokorin 64' Aleksandr Kerzjakov 77' Viktor Fajzoelin |         | Ramat Ganstadion, Ramat Gan Toeschouwers: 30.000 Scheidsrechter: Mark Clattenburg (ENG) |

|                                                                       |           | |        |                                                                                          |
| 12 oktober WK-kwalificatie Groep F № 451 «onderlinge duels» 20:00 uur | Luxemburg | 0 – 6                                                                                                 | Israël | Stade Josy Barthel, Luxemburg Toeschouwers: 2.631 Scheidsrechter: Leontios Trattos (CYP) |
| 12 oktober WK-kwalificatie Groep F № 451 «onderlinge duels» 20:00 uur |           | 4' Mahran Radi 12' Eden Ben Basat 27' Tomer Hemed 60' Maor Melikson 73' Tomer Hemed 90+1' Tomer Hemed |        | Stade Josy Barthel, Luxemburg Toeschouwers: 2.631 Scheidsrechter: Leontios Trattos (CYP) |

|                                                                       |                                                    |       |           |                                                                                       |
| 16 oktober WK-kwalificatie Groep F № 452 «onderlinge duels» 20:30 uur | Israël                                             | 3 – 0 | Luxemburg | Ramat Ganstadion, Ramat Gan Toeschouwers: 15.000 Scheidsrechter: Harald Lechner (AUT) |
| 16 oktober WK-kwalificatie Groep F № 452 «onderlinge duels» 20:30 uur | Tomer Hemed 14' Eden Ben Basat 36' Tomer Hemed 48' |       |           | Ramat Ganstadion, Ramat Gan Toeschouwers: 15.000 Scheidsrechter: Harald Lechner (AUT) |

|                                                                  |                 |       |                                             |                                                                                   |
| 14 november Vriendschappelijk № 453 «onderlinge duels» 20:30 uur | Israël          | 1 – 2 | Wit-Rusland                                 | Teddystadion, Jeruzalem Toeschouwers: 8.000 Scheidsrechter: Simon Lee Evans (WAL) |
| 14 november Vriendschappelijk № 453 «onderlinge duels» 20:30 uur | Omer Damari 19' |       | 45' Sjarhej Kisljak 46' Sjarhej Balanovitsj | Teddystadion, Jeruzalem Toeschouwers: 8.000 Scheidsrechter: Simon Lee Evans (WAL) |

### 2013
|                                                                 |                                       |       |                     |                                                                                   |
| 6 februari Vriendschappelijk № 454 «onderlinge duels» 19:00 uur | Israël                                | 2 – 1 | Finland             | Netanjastadion, Netanja Toeschouwers: 5.000 Scheidsrechter: Padraigh Sutton (IRL) |
| 6 februari Vriendschappelijk № 454 «onderlinge duels» 19:00 uur | Eden Ben Basat 2' Lior Refaelov 90+3' |       | 87' Petteri Forsell | Netanjastadion, Netanja Toeschouwers: 5.000 Scheidsrechter: Padraigh Sutton (IRL) |

|                                                                     |                                                     |       |                                                        |                                                                                        |
| 22 maart WK-kwalificatie Groep F № 455 «onderlinge duels» 13:45 uur | Israël                                              | 3 – 3 | Portugal                                               | Ramat Ganstadion, Ramat Gan Toeschouwers: 41.583 Scheidsrechter: Stéphane Lannoy (FRA) |
| 22 maart WK-kwalificatie Groep F № 455 «onderlinge duels» 13:45 uur | Tomer Hemed 24' Eden Ben Basat 40' Rami Gershon 70' |       | 2' Bruno Alves 72' Hélder Postiga 90+3' Fábio Coentrão | Ramat Ganstadion, Ramat Gan Toeschouwers: 41.583 Scheidsrechter: Stéphane Lannoy (FRA) |

|                                                                     |               |                                      |        |                                                                               |
| 26 maart WK-kwalificatie Groep F № 456 «onderlinge duels» 19:45 uur | Noord-Ierland | 0 – 2                                | Israël | Windsor Park, Belfast Toeschouwers: 7.300 Scheidsrechter: Hannes Kaasik (EST) |
| 26 maart WK-kwalificatie Groep F № 456 «onderlinge duels» 19:45 uur |               | 78' Lior Refaelov 85' Eden Ben Basat |        | Windsor Park, Belfast Toeschouwers: 7.300 Scheidsrechter: Hannes Kaasik (EST) |

|                                                             |          |                                    |        |                                                                                 |
| 2 juni Vriendschappelijk № 457 «onderlinge duels» 18:30 uur | Honduras | 0 – 2                              | Israël | Citi Field, New York Toeschouwers: 37.325 Scheidsrechter: Edvin Jurisevic (USA) |
| 2 juni Vriendschappelijk № 457 «onderlinge duels» 18:30 uur |          | 51' Hen Ezra 76' Shimon Abuhatzira |        | Citi Field, New York Toeschouwers: 37.325 Scheidsrechter: Edvin Jurisevic (USA) |

|                                                                  |                                        |       |        |                                                                                |
| 14 augustus Vriendschappelijk № 458 «onderlinge duels» 20:00 uur | Oekraïne                               | 2 – 0 | Israël | NSK Olimpiejsky, Kiev Toeschouwers: 25.637 Scheidsrechter: Ivan Kružliak (SVK) |
| 14 augustus Vriendschappelijk № 458 «onderlinge duels» 20:00 uur | Roeslan Rotan 29' Jevhen Seleznjov 72' |       |        | NSK Olimpiejsky, Kiev Toeschouwers: 25.637 Scheidsrechter: Ivan Kružliak (SVK) |

|                                                                        |                   |       |                       |                                                                                           |
| 7 september WK-kwalificatie Groep F № 459 «onderlinge duels» 19:45 uur | Israël            | 1 – 1 | Azerbeidzjan          | Ramat Ganstadion, Ramat Gan Toeschouwers: 21.250 Scheidsrechter: Stefan Johannesson (SWE) |
| 7 september WK-kwalificatie Groep F № 459 «onderlinge duels» 19:45 uur | Itay Shechter 73' |       | 61' Rahid Əmirquliyev | Ramat Ganstadion, Ramat Gan Toeschouwers: 21.250 Scheidsrechter: Stefan Johannesson (SWE) |

|                                                                         |                                                                   |       |                   |                                                                                    |
| 10 september WK-kwalificatie Groep F № 460 «onderlinge duels» 18:00 uur | Rusland                                                           | 3 – 1 | Israël            | Petrovski, Sint-Petersburg Toeschouwers: 21.107 Scheidsrechter: Manuel Gräfe (GER) |
| 10 september WK-kwalificatie Groep F № 460 «onderlinge duels» 18:00 uur | Vasili Berezoetski 50' Aleksandr Kokorin 52' Denis Gloesjakov 74' |       | 90+3' Eran Zahavi | Petrovski, Sint-Petersburg Toeschouwers: 21.107 Scheidsrechter: Manuel Gräfe (GER) |

|                                                                       |                   |       |                    |                                                                                             |
| 11 oktober WK-kwalificatie Groep F № 461 «onderlinge duels» 20:45 uur | Portugal          | 1 – 1 | Israël             | Estádio José Alvalade, Lissabon Toeschouwers: 48.317 Scheidsrechter: Tom Harald Hagen (NOR) |
| 11 oktober WK-kwalificatie Groep F № 461 «onderlinge duels» 20:45 uur | Ricardo Costa 27' |       | 85' Eden Ben Basat | Estádio José Alvalade, Lissabon Toeschouwers: 48.317 Scheidsrechter: Tom Harald Hagen (NOR) |

|                                                                       |                    |       |                  |                                                                                        |
| 15 oktober WK-kwalificatie Groep F № 462 «onderlinge duels» 20:00 uur | Israël             | 1 – 1 | Noord-Ierland    | Ramat Ganstadion, Ramat Gan Toeschouwers: 13.115 Scheidsrechter: Laurent Duhamel (FRA) |
| 15 oktober WK-kwalificatie Groep F № 462 «onderlinge duels» 20:00 uur | Eden Ben Basat 43' |       | 72' Steven Davis | Ramat Ganstadion, Ramat Gan Toeschouwers: 13.115 Scheidsrechter: Laurent Duhamel (FRA) |

### 2014
|                                                              |                  |       |                                                  |                                                                                     |
| 5 maart Vriendschappelijk № 463 «onderlinge duels» 20:00 uur | Israël           | 1 – 3 | Slowakije                                        | Netanjastadion, Netanja Toeschouwers: 6.500 Scheidsrechter: Christian Dingert (GER) |
| 5 maart Vriendschappelijk № 463 «onderlinge duels» 20:00 uur | Maor Buzaglo 80' |       | 37' Martin Jakubko 69' Ján Ďurica 83' Róbert Mak | Netanjastadion, Netanja Toeschouwers: 6.500 Scheidsrechter: Christian Dingert (GER) |

|                                                             |                                                    |       |        |                                                                                      |
| 28 mei Vriendschappelijk № 464 «onderlinge duels» 21:30 uur | Mexico                                             | 3 – 0 | Israël | Aztekenstadion, Mexico-Stad Toeschouwers: 80.000 Scheidsrechter: Elmer Bonilla (ESA) |
| 28 mei Vriendschappelijk № 464 «onderlinge duels» 21:30 uur | Miguel Layún 43' Miguel Layún 61' Marco Fabián 84' |       |        | Aztekenstadion, Mexico-Stad Toeschouwers: 80.000 Scheidsrechter: Elmer Bonilla (ESA) |

|                                                   |                                     |       |                                                                  |                                                                                         |
| 1 juni Vriendschappelijk № 465 «onderlinge duels» | Honduras                            | 2 – 4 | Israël                                                           | BBVA Compass Stadium, Houston Toeschouwers: 26.170 Scheidsrechter: Kevin Morrison (JAM) |
| 1 juni Vriendschappelijk № 465 «onderlinge duels» | Roger Espinoza 46' Carlo Costly 82' |       | 34' Eran Zahavi 53' Omer Damari 60' Omer Damari 74' Gil Vermouth | BBVA Compass Stadium, Houston Toeschouwers: 26.170 Scheidsrechter: Kevin Morrison (JAM) |

|                                                             |                           |       |                                  |                                                                                    |
| 10 oktober EK-kwalificatie Groep B № 466 «onderlinge duels» | Cyprus                    | 1 – 2 | Israël                           | New GSP Stadium, Nicosia Toeschouwers: 19.164 Scheidsrechter: Daniele Orsato (ITA) |
| 10 oktober EK-kwalificatie Groep B № 466 «onderlinge duels» | Konstantinos Makridis 67' |       | 38' Omer Damari 45' Tal Ben-Haim | New GSP Stadium, Nicosia Toeschouwers: 19.164 Scheidsrechter: Daniele Orsato (ITA) |

|                                                             |                          |       |                                                                         |                                                                                          |
| 13 oktober EK-kwalificatie Groep B № 467 «onderlinge duels» | Andorra                  | 1 – 4 | Israël                                                                  | Estadi Nacional, Andorra la Vella Toeschouwers: 800 Scheidsrechter: Cristian Balaj (ROM) |
| 13 oktober EK-kwalificatie Groep B № 467 «onderlinge duels» | Ildefons Lima 15' (pen.) |       | 3' Omer Damari 41' Omer Damari 82' Omer Damari 90+6' (pen.) Tomer Hemed | Estadi Nacional, Andorra la Vella Toeschouwers: 800 Scheidsrechter: Cristian Balaj (ROM) |

|                                                                        |                                                  |       |                |                                                                                         |
| 16 november EK-kwalificatie Groep B № 468 «onderlinge duels» 19:45 uur | Israël                                           | 3 – 0 | Bosnië en Her. | Sammy Oferstadion, Haifa Toeschouwers: 32.000 Scheidsrechter: Antonio Mateu Lahoz (ESP) |
| 16 november EK-kwalificatie Groep B № 468 «onderlinge duels» 19:45 uur | Gil Vermouth 36' Omer Damari 45' Eran Zahavi 70' |       |                | Sammy Oferstadion, Haifa Toeschouwers: 32.000 Scheidsrechter: Antonio Mateu Lahoz (ESP) |

### 2015
|                                                                     |        |                                                    |       |                                                                                   |
| 28 maart EK-kwalificatie Groep B № 469 «onderlinge duels» 20:45 uur | Israël | 0 – 3                                              | Wales | Sammy Oferstadion, Haifa Toeschouwers: 30.200 Scheidsrechter: Milorad Mažić (SRB) |
| 28 maart EK-kwalificatie Groep B № 469 «onderlinge duels» 20:45 uur |        | 45+1' Aaron Ramsey 50' Gareth Bale 77' Gareth Bale |       | Sammy Oferstadion, Haifa Toeschouwers: 30.200 Scheidsrechter: Milorad Mažić (SRB) |

|                                                                     |        |                      |        |                                                                                     |
| 31 maart EK-kwalificatie Groep B № 470 «onderlinge duels» 20:45 uur | Israël | 0 – 1                | België | Teddystadion, Jeruzalem Toeschouwers: 33.000 Scheidsrechter: Mark Clattenburg (ENG) |
| 31 maart EK-kwalificatie Groep B № 470 «onderlinge duels» 20:45 uur |        | 9' Marouane Fellaini |        | Teddystadion, Jeruzalem Toeschouwers: 33.000 Scheidsrechter: Mark Clattenburg (ENG) |

|                                                                    |                                                       |       |                  |                                                                              |
| 12 juni EK-kwalificatie Groep B № 471 «onderlinge duels» 20:45 uur | Bosnië en Herz.                                       | 3 – 1 | Israël           | Bilino Polje, Zenica Toeschouwers: 13.000 Scheidsrechter: Ruddy Buquet (FRA) |
| 12 juni EK-kwalificatie Groep B № 471 «onderlinge duels» 20:45 uur | Edin Višća 42' Edin Džeko 45+2' (pen.) Edin Višća 75' |       | 41' Tal Ben-Haim | Bilino Polje, Zenica Toeschouwers: 13.000 Scheidsrechter: Ruddy Buquet (FRA) |

|                                                                        |                                                                       |       |         |                                                                                  |
| 3 september EK-kwalificatie Groep B № 472 «onderlinge duels» 20:45 uur | Israël                                                                | 4 – 0 | Andorra | Sammy Oferstadion, Haifa Toeschouwers: 22.000 Scheidsrechter: Tamás Bognár (HUN) |
| 3 september EK-kwalificatie Groep B № 472 «onderlinge duels» 20:45 uur | Eran Zahavi 3' Nir Biton 22' Tomer Hemed 26' (pen.) Moanes Dabour 38' |       |         | Sammy Oferstadion, Haifa Toeschouwers: 22.000 Scheidsrechter: Tamás Bognár (HUN) |

|                                                                        |       |       |        |                                                                                     |
| 6 september EK-kwalificatie Groep B № 473 «onderlinge duels» 20:45 uur | Wales | 0 – 0 | Israël | Cardiff City Stadium, Cardiff Toeschouwers: 32.653 Scheidsrechter: Ivan Bebek (CRO) |
| 6 september EK-kwalificatie Groep B № 473 «onderlinge duels» 20:45 uur |       |       |        | Cardiff City Stadium, Cardiff Toeschouwers: 32.653 Scheidsrechter: Ivan Bebek (CRO) |

|                                                                       |                |       |                                     |                                                           |
| 10 oktober EK-kwalificatie Groep B № 474 «onderlinge duels» 20:45 uur | Israël         | 1 – 2 | Cyprus                              | Teddystadion, Jeruzalem Scheidsrechter: Jorge Sousa (POR) |
| 10 oktober EK-kwalificatie Groep B № 474 «onderlinge duels» 20:45 uur | Nir Bitton 76' |       | 59' Dosa Júnior 80' Jason Dimitriou | Teddystadion, Jeruzalem Scheidsrechter: Jorge Sousa (POR) |

|                                                                       |                                                       |       |                 | |
| 13 oktober EK-kwalificatie Groep B № 475 «onderlinge duels» 20:45 uur | België                                                | 3 – 1 | Israël          | Koning Boudewijnstadion, Brussel Toeschouwers: 39.773 Scheidsrechter: Anastasios Sidiropoulos (GRE) |
| 13 oktober EK-kwalificatie Groep B № 475 «onderlinge duels» 20:45 uur | Dries Mertens 64' Kevin De Bruyne 78' Eden Hazard 84' |       | 88' Tomer Hemed | Koning Boudewijnstadion, Brussel Toeschouwers: 39.773 Scheidsrechter: Anastasios Sidiropoulos (GRE) |

### 2016
|                                                               |                                      |       |        |                                                                                   |
| 23 maart Vriendschappelijk № 476 «onderlinge duels» 18:00 uur | Kroatië                              | 2 – 0 | Israël | Stadion Gradski vrt, Osijek Toeschouwers: 10.545 Scheidsrechter: István Vad (HUN) |
| 23 maart Vriendschappelijk № 476 «onderlinge duels» 18:00 uur | Ivan Perišić 4' Marcelo Brozović 34' |       |        | Stadion Gradski vrt, Osijek Toeschouwers: 10.545 Scheidsrechter: István Vad (HUN) |

|                                                   |                                                              |       |                        |                                                                                         |
| 31 mei Vriendschappelijk № 477 «onderlinge duels» | Servië                                                       | 3 – 1 | Israël                 | Karađorđestadion, Novi Sad Toeschouwers: 7.000 Scheidsrechter: Sebastian Colțescu (ROM) |
| 31 mei Vriendschappelijk № 477 «onderlinge duels» | Branislav Ivanović 33' Nemanja Milunović 74' Dušan Tadić 88' |       | 50' (pen.) Eran Zahavi | Karađorđestadion, Novi Sad Toeschouwers: 7.000 Scheidsrechter: Sebastian Colțescu (ROM) |

|                                                                        |                  |       |                                                                  |                                                                                     |
| 5 september WK-kwalificatie Groep G № 478 «onderlinge duels» 20:45 uur | Israël           | 1 – 3 | Italië                                                           | Sammy Oferstadion, Haifa Toeschouwers: 30.000 Scheidsrechter: Sergej Karasjov (RUS) |
| 5 september WK-kwalificatie Groep G № 478 «onderlinge duels» 20:45 uur | Tal Ben-Haim 35' |       | 14' Graziano Pellè 31' (pen.) Antonio Candreva 83' Ciro Immobile | Sammy Oferstadion, Haifa Toeschouwers: 30.000 Scheidsrechter: Sergej Karasjov (RUS) |

|                                                                      |                       |       |                                  |                                                                                  |
| 6 oktober WK-kwalificatie Groep G № 479 «onderlinge duels» 20:45 uur | Macedonië             | 1 – 2 | Israël                           | Philip II Arena, Skopje Toeschouwers: 2.500 Scheidsrechter: Andre Marriner (ENG) |
| 6 oktober WK-kwalificatie Groep G № 479 «onderlinge duels» 20:45 uur | Ilija Nestorovski 63' |       | 25' Tomer Hemed 43' Tal Ben-Haim | Philip II Arena, Skopje Toeschouwers: 2.500 Scheidsrechter: Andre Marriner (ENG) |

|                                                                      |                                |       |                       |                                                                                  |
| 9 oktober WK-kwalificatie Groep G № 480 «onderlinge duels» 20:45 uur | Israël                         | 2 – 1 | Liechtenstein         | Teddystadion, Jeruzalem Toeschouwers: 9.000 Scheidsrechter: Clayton Pisani (MLT) |
| 9 oktober WK-kwalificatie Groep G № 480 «onderlinge duels» 20:45 uur | Tomer Hemed 3' Tomer Hemed 16' |       | 49' Maximilian Göppel | Teddystadion, Jeruzalem Toeschouwers: 9.000 Scheidsrechter: Clayton Pisani (MLT) |

|                                                                        |         |                                                          |        |                                                                                |
| 12 november WK-kwalificatie Groep G № 481 «onderlinge duels» 20:45 uur | Albanië | 0 – 3                                                    | Israël | Elbasan Arena, Elbasan Toeschouwers: 7.600 Scheidsrechter: Deniz Aytekin (GER) |
| 12 november WK-kwalificatie Groep G № 481 «onderlinge duels» 20:45 uur |         | 18' (pen.) Eran Zahavi 66' Dan Einbinder 83' Eliran Atar |        | Elbasan Arena, Elbasan Toeschouwers: 7.600 Scheidsrechter: Deniz Aytekin (GER) |

### 2017
|                                                                     |                                                       |       |                   |                                                                             |
| 24 maart WK-kwalificatie Groep G № 482 «onderlinge duels» 20:45 uur | Spanje                                                | 4 – 1 | Israël            | El Molinón, Gijón Toeschouwers: 20.321 Scheidsrechter: Michael Oliver (ENG) |
| 24 maart WK-kwalificatie Groep G № 482 «onderlinge duels» 20:45 uur | David Silva 13' Vitolo 45+1' Diego Costa 51' Isco 88' |       | 76' Lior Refaelov | El Molinón, Gijón Toeschouwers: 20.321 Scheidsrechter: Michael Oliver (ENG) |

|                                                             |                        |       |                  |                                                                                   |
| 6 juni Vriendschappelijk № 483 «onderlinge duels» 19:30 uur | Israël                 | 1 – 1 | Moldavië         | Netanjastadion, Netanja Toeschouwers: 5.000 Scheidsrechter: Bastian Dankert (GER) |
| 6 juni Vriendschappelijk № 483 «onderlinge duels» 19:30 uur | Ben Sahar 90+5' (pen.) |       | 51' Radu Gînsari | Netanjastadion, Netanja Toeschouwers: 5.000 Scheidsrechter: Bastian Dankert (GER) |

|                                                                    |        |                                                           |         |                                                                                       |
| 11 juni WK-kwalificatie Groep G № 484 «onderlinge duels» 20:45 uur | Israël | 0 – 3                                                     | Albanië | Sammy Oferstadion, Haifa Toeschouwers: 15.150 Scheidsrechter: Aleksej Koelbakov (BLR) |
| 11 juni WK-kwalificatie Groep G № 484 «onderlinge duels» 20:45 uur |        | 22' Armando Sadiku 44' Armando Sadiku 71' Ledian Memushaj |         | Sammy Oferstadion, Haifa Toeschouwers: 15.150 Scheidsrechter: Aleksej Koelbakov (BLR) |

|                                                                        |        |                  |           |                                                                                    |
| 2 september WK-kwalificatie Groep G № 485 «onderlinge duels» 20:45 uur | Israël | 0 – 1            | Macedonië | Sammy Oferstadion, Haifa Toeschouwers: 11.350 Scheidsrechter: Aleksej Jeskov (RUS) |
| 2 september WK-kwalificatie Groep G № 485 «onderlinge duels» 20:45 uur |        | 73' Goran Pandev |           | Sammy Oferstadion, Haifa Toeschouwers: 11.350 Scheidsrechter: Aleksej Jeskov (RUS) |

|                                                                        |                   |       |        | |
| 5 september WK-kwalificatie Groep G № 486 «onderlinge duels» 20:45 uur | Italië            | 1 – 0 | Israël | MAPEI Stadium - Città del Tricolore, Reggio Emilia Toeschouwers: 20.000 Scheidsrechter: Benoît Bastien (FRA) |
| 5 september WK-kwalificatie Groep G № 486 «onderlinge duels» 20:45 uur | Ciro Immobile 53' |       |        | MAPEI Stadium - Città del Tricolore, Reggio Emilia Toeschouwers: 20.000 Scheidsrechter: Benoît Bastien (FRA) |

|                                                                      |               |                |        |                                                                                 |
| 6 oktober WK-kwalificatie Groep G № 487 «onderlinge duels» 20:45 uur | Liechtenstein | 0 – 1          | Israël | Rheinparkstadion, Vaduz Toeschouwers: 3.498 Scheidsrechter: Arnold Hunter (NIR) |
| 6 oktober WK-kwalificatie Groep G № 487 «onderlinge duels» 20:45 uur |               | 21' Eytan Tibi |        | Rheinparkstadion, Vaduz Toeschouwers: 3.498 Scheidsrechter: Arnold Hunter (NIR) |

|                                                                      |        |                        |        |                                                                                  |
| 9 oktober WK-kwalificatie Groep G № 488 «onderlinge duels» 20:45 uur | Israël | 0 – 1                  | Spanje | Teddystadion, Jeruzalem Toeschouwers: 28.700 Scheidsrechter: Craig Thomson (SCO) |
| 9 oktober WK-kwalificatie Groep G № 488 «onderlinge duels» 20:45 uur |        | 76' Asier Illarramendi |        | Teddystadion, Jeruzalem Toeschouwers: 28.700 Scheidsrechter: Craig Thomson (SCO) |

### 2018
|                                                     |                                     |       |                     |                                                                                    |
| 24 maart Vriendschappelijk № 489 «onderlinge duels» | Israël                              | 1 – 2 | Roemenië            | Netanjastadion, Netanja Toeschouwers: 7.925 Scheidsrechter: Masias Dimitrios (CYP) |
| 24 maart Vriendschappelijk № 489 «onderlinge duels» | Tomer Hemed 60' Nicolae Stanciu 64' |       | 82' George Țucudean | Netanjastadion, Netanja Toeschouwers: 7.925 Scheidsrechter: Masias Dimitrios (CYP) |

|                                                                             |                   |       |        |                                                                                |
| 7 september UEFA Nations League Groep C1 № 490 «onderlinge duels» 20:45 uur | Albanië           | 1 – 0 | Israël | Elbasan Arena, Elbasan Toeschouwers: 4.126 Scheidsrechter: Viktor Kassai (HUN) |
| 7 september UEFA Nations League Groep C1 № 490 «onderlinge duels» 20:45 uur | Taulant Xhaka 55' |       |        | Elbasan Arena, Elbasan Toeschouwers: 4.126 Scheidsrechter: Viktor Kassai (HUN) |

|                                                                   |                                                   |       |        |                                                                              |
| 11 september Vriendschappelijk № 491 «onderlinge duels» 20:45 uur | Noord-Ierland                                     | 3 – 0 | Israël | Windsor Park, Belfast Toeschouwers: 12.913 Scheidsrechter: Bas Nijhuis (NED) |
| 11 september Vriendschappelijk № 491 «onderlinge duels» 20:45 uur | Steve Davis 13' Stuart Dallas 41' Gavin Whyte 67' |       |        | Windsor Park, Belfast Toeschouwers: 12.913 Scheidsrechter: Bas Nijhuis (NED) |

|                                                                            |                                          |       |                            |                                                                                       |
| 11 oktober UEFA Nations League Groep C1 № 492 «onderlinge duels» 20:45 uur | Israël                                   | 2 – 1 | Schotland                  | Turnerstadion, Beër Sjeva Toeschouwers: 10.234 Scheidsrechter: Daniel Stefański (POL) |
| 11 oktober UEFA Nations League Groep C1 № 492 «onderlinge duels» 20:45 uur | Dor Peretz 52' Kieran Tierney 75' (e.d.) |       | 25' (pen.) Charlie Mulgrew | Turnerstadion, Beër Sjeva Toeschouwers: 10.234 Scheidsrechter: Daniel Stefański (POL) |

|                                                                            |                             |       |         |                                                                                      |
| 14 oktober UEFA Nations League Groep C1 № 493 «onderlinge duels» 20:45 uur | Israël                      | 2 – 0 | Albanië | Turnerstadion, Beër Sjeva Toeschouwers: 14.950 Scheidsrechter: Paolo Mazzoleni (ITA) |
| 14 oktober UEFA Nations League Groep C1 № 493 «onderlinge duels» 20:45 uur | Tomer Hemed 8' Dia Saba 83' |       |         | Turnerstadion, Beër Sjeva Toeschouwers: 14.950 Scheidsrechter: Paolo Mazzoleni (ITA) |

|                                                        | |       |           |                                                                                  |
| 15 november Vriendschappelijk № 494 «onderlinge duels» | Israël | 7 – 0 | Guatemala | Netanjastadion, Netanja Toeschouwers: 5.900 Scheidsrechter: Jérôme Brisard (FRA) |
| 15 november Vriendschappelijk № 494 «onderlinge duels» | Eran Zahavi 5' Taleb Twatiha 27' Moanes Dabour 37' Moanes Dabour 53' Dia Saba 72' Dia Saba 79' Ben Sahar 88' |       |           | Netanjastadion, Netanja Toeschouwers: 5.900 Scheidsrechter: Jérôme Brisard (FRA) |

|                                                                             |                                                       |       |                                |                                                                              |
| 20 november UEFA Nations League Groep C1 № 495 «onderlinge duels» 19:45 uur | Schotland                                             | 3 – 2 | Israël                         | Hampden Park, Glasgow Toeschouwers: 21.281 Scheidsrechter: Tobias Welz (GER) |
| 20 november UEFA Nations League Groep C1 № 495 «onderlinge duels» 19:45 uur | James Forrest 34' James Forrest 43' James Forrest 64' |       | 9' Beram Kayal 75' Eran Zahavi | Hampden Park, Glasgow Toeschouwers: 21.281 Scheidsrechter: Tobias Welz (GER) |

### 2019
|                                                                     |                 |       |                   |                                                                                   |
| 21 maart EK-kwalificatie Groep G № 496 «onderlinge duels» 20:45 uur | Israël          | 1 – 1 | Slovenië          | Sammy Oferstadion, Haifa Toeschouwers: 12.430 Scheidsrechter: Tiago Martins (POR) |
| 21 maart EK-kwalificatie Groep G № 496 «onderlinge duels» 20:45 uur | Eran Zahavi 55' |       | 48' Andraž Šporar | Sammy Oferstadion, Haifa Toeschouwers: 12.430 Scheidsrechter: Tiago Martins (POR) |

|                                                                     |                                                                   |       |                                          |                                                                                      |
| 24 maart EK-kwalificatie Groep G № 497 «onderlinge duels» 18:00 uur | Israël                                                            | 4 – 2 | Oostenrijk                               | Sammy Oferstadion, Haifa Toeschouwers: 16.180 Scheidsrechter: Jevhen Aranovsky (UKR) |
| 24 maart EK-kwalificatie Groep G № 497 «onderlinge duels» 18:00 uur | Eran Zahavi 34' Eran Zahavi 45' Eran Zahavi 55' Moanes Dabour 66' |       | 8' Marko Arnautović 75' Marko Arnautović | Sammy Oferstadion, Haifa Toeschouwers: 16.180 Scheidsrechter: Jevhen Aranovsky (UKR) |

|                                                                   |         |                                                 |        |                                                                              |
| 7 juni EK-kwalificatie Groep G № 498 «onderlinge duels» 20:45 uur | Letland | 0 – 3                                           | Israël | Daugavastadion, Riga Toeschouwers: 5.508 Scheidsrechter: Sergej Ivanov (RUS) |
| 7 juni EK-kwalificatie Groep G № 498 «onderlinge duels» 20:45 uur |         | 10' Eran Zahavi 60' Eran Zahavi 81' Eran Zahavi |        | Daugavastadion, Riga Toeschouwers: 5.508 Scheidsrechter: Sergej Ivanov (RUS) |

|                                                                    |                                                                                          |       |        |                                                                                       |
| 10 juni EK-kwalificatie Groep G № 499 «onderlinge duels» 20:45 uur | Polen                                                                                    | 4 – 0 | Israël | Nationaal Stadion, Warschau Toeschouwers: 57.229 Scheidsrechter: Tobias Stieler (GER) |
| 10 juni EK-kwalificatie Groep G № 499 «onderlinge duels» 20:45 uur | Krzysztof Piątek 35' Robert Lewandowski 56' (pen.) Kamil Grosicki 59' Damian Kądzior 84' |       |        | Nationaal Stadion, Warschau Toeschouwers: 57.229 Scheidsrechter: Tobias Stieler (GER) |

|                                                                        |                 |       |                  |                                                                                     |
| 5 september EK-kwalificatie Groep G № 500 «onderlinge duels» 20:45 uur | Israël          | 1 – 1 | Noord-Macedonië  | Turnerstadion, Beër Sjeva Toeschouwers: 15.200 Scheidsrechter: Andreas Ekberg (SWE) |
| 5 september EK-kwalificatie Groep G № 500 «onderlinge duels» 20:45 uur | Eran Zahavi 55' |       | 64' Arijan Ademi | Turnerstadion, Beër Sjeva Toeschouwers: 15.200 Scheidsrechter: Andreas Ekberg (SWE) |

|                                                                        |                                                          |       |                                   |                                                                                     |
| 9 september EK-kwalificatie Groep G № 501 «onderlinge duels» 20:45 uur | Slovenië                                                 | 3 – 2 | Israël                            | Stožicestadion, Ljubljana Toeschouwers: 10.669 Scheidsrechter: Anthony Taylor (ENG) |
| 9 september EK-kwalificatie Groep G № 501 «onderlinge duels» 20:45 uur | Benjamin Verbič 43' Roman Bezjak 66' Benjamin Verbič 90' |       | 50' Bibras Natkho 63' Eran Zahavi | Stožicestadion, Ljubljana Toeschouwers: 10.669 Scheidsrechter: Anthony Taylor (ENG) |

|                                                                       |                                                                 |       |                 |                                                                                      |
| 10 oktober EK-kwalificatie Groep G № 502 «onderlinge duels» 20:45 uur | Oostenrijk                                                      | 3 – 1 | Israël          | Ernst Happelstadion, Wenen Toeschouwers: 26.200 Scheidsrechter: William Collum (SCO) |
| 10 oktober EK-kwalificatie Groep G № 502 «onderlinge duels» 20:45 uur | Valentino Lazaro 41' Martin Hinteregger 56' Marcel Sabitzer 88' |       | 34' Eran Zahavi | Ernst Happelstadion, Wenen Toeschouwers: 26.200 Scheidsrechter: William Collum (SCO) |

|                                                                       |                                                     |       |                      |                                                                                   |
| 15 oktober EK-kwalificatie Groep G № 503 «onderlinge duels» 20:45 uur | Israël                                              | 3 – 1 | Letland              | Turnerstadion, Beër Sjeva Toeschouwers: 9.150 Scheidsrechter: Arnold Hunter (NIR) |
| 15 oktober EK-kwalificatie Groep G № 503 «onderlinge duels» 20:45 uur | Moanes Dabour 16' Eran Zahavi 26' Moanes Dabour 42' |       | 40' Vladimirs Kamešs | Turnerstadion, Beër Sjeva Toeschouwers: 9.150 Scheidsrechter: Arnold Hunter (NIR) |

|                                                                        |                   |       |                                             |                                                                                       |
| 16 november EK-kwalificatie Groep G № 504 «onderlinge duels» 20:45 uur | Israël            | 1 – 2 | Polen                                       | Teddystadion, Jeruzalem Toeschouwers: 16.700 Scheidsrechter: Mattias Gestranius (FIN) |
| 16 november EK-kwalificatie Groep G № 504 «onderlinge duels» 20:45 uur | Moanes Dabour 88' |       | 4' Grzegorz Krychowiak 54' Krzysztof Piątek | Teddystadion, Jeruzalem Toeschouwers: 16.700 Scheidsrechter: Mattias Gestranius (FIN) |

|                                                                        |                     |       |        |                                                                                  |
| 19 november EK-kwalificatie Groep G № 505 «onderlinge duels» 20:45 uur | Noord-Macedonië     | 1 – 0 | Israël | Toše Proeskiarena, Skopje Toeschouwers: 7.000 Scheidsrechter: Paolo Valeri (ITA) |
| 19 november EK-kwalificatie Groep G № 505 «onderlinge duels» 20:45 uur | Boban Nikolov 45+2' |       |        | Toše Proeskiarena, Skopje Toeschouwers: 7.000 Scheidsrechter: Paolo Valeri (ITA) |

IFA · A-internationals · Kwalificatiewedstrijden · Bondscoaches · Statistieken · Israëlisch vrouwenelftal · Olympisch elftal · Israël U21 · Israël U20 · Israël U19 · Israël U18 · Israël U17 · Israël U16
1934 – 1939 · 
1940 – 1949 · 
1950 – 1959 · 
1960 – 1969 · 
1970 – 1979 · 
1980 – 1989 · 
1990 – 1999 · 
2000 – 2009 · 
2010 – 2019 ·
2020 − 2029
WK 1970
1934 · 
1935–1937 · 
1938 · 
1939 · 
1948 · 
1941–1947 · 
1948 · 
1949 · 
1950 · 
1951–1952 · 
1953 · 
1954 · 
1955 · 
1956 · 
1957 · 
1958 · 
1959 · 
1960 · 
1961 · 
1962 · 
1963 · 
1964 · 
1965 · 
1966 · 
1967 · 
1968 · 
1969 · 
1970 · 
1971 · 
1972 · 
1973 · 
1974 · 
1975 · 
1976 · 
1977 · 
1978 · 
1979 · 
1980 · 
1981 · 
1982 · 
1983 · 
1984 · 
1985 · 
1986 · 
1987 · 
1988 · 
1989 · 
1990 · 
1991 · 
1992 · 
1993 · 
1994 · 
1995 · 
1996 · 
1997 · 
1998 · 
1999 · 
2000 · 
2001 · 
2002 · 
2003 · 
2004 · 
2005 · 
2006 · 
2007 · 
2008 · 
2009 · 
2010 · 
2011 · 
2012 · 
2013 · 
2014 · 
2015 ·
2016 ·
2017 ·
2018 ·
2019 ·
2020 ·
2021 ·
2022 ·
2023
Albanië · 
Andorra ·
Argentinië ·
Armenië ·
Australië ·
Azerbeidzjan ·
België ·
Bosnië en Herzegovina ·
Brazilië ·
Bulgarije ·
Chili ·
Colombia ·
Cyprus ·
Denemarken ·
Duitsland ·
Engeland ·
Estland ·
Ethiopië ·
Faeröer ·
Filipijnen ·
Finland ·
Frankrijk ·
Georgië ·
GOS ·
Griekenland ·
Guatemala ·
Honduras ·
Hongarije ·
Hongkong ·
Ierland ·
IJsland ·
India ·
Iran ·
Italië ·
Ivoorkust ·
Japan ·
Joegoslavië ·
Kosovo ·
Kroatië ·
Letland ·
Liechtenstein ·
Litouwen ·
Luxemburg ·
Maleisië ·
Malta ·
Mexico ·
Moldavië ·
Montenegro ·
Myanmar ·
Nederland ·
Nieuw-Zeeland ·
Noord-Ierland ·
Noord-Macedonië ·
Noorwegen ·
Oekraïne ·
Oezbekistan ·
Oostenrijk ·
Pakistan ·
Polen ·
Portugal ·
Roemenië ·
Rusland ·
San Marino ·
Schotland ·
Servië ·
Singapore ·
Slovenië ·
Slowakije ·
Sovjet-Unie ·
Spanje ·
Taiwan ·
Thailand ·
Tsjechië ·
Turkije ·
Uruguay ·
Verenigde Staten ·
Wales ·
Wit-Rusland ·
Zambia ·
Zuid-Afrika ·
Zuid-Korea ·
Zuid-Vietnam ·
Zweden ·
Zwitserland
AFC-zone: Afghanistan · Australië · Bahrein · Bangladesh · Bhutan · Brunei · Cambodja · China · Chinees Taipei · Filipijnen · Guam · Hongkong · India · Indonesië · Iran · Irak · Japan · Jemen · Jordanië · Koeweit · Kirgizië · Laos · Libanon · Macau · Maleisië · Maldiven · Mongolië · Myanmar · Nepal · Noord-Korea · Oezbekistan · Oman · Oost-Timor · Pakistan · Palestina · Qatar · Saoedi-Arabië · Singapore · Sri Lanka · Syrië · Tadjikistan · Thailand · Turkmenistan · Verenigde Arabische Emiraten · Vietnam · Zuid-Korea

CAF-zone: Algerije · Angola · Benin · Botswana · Burkina Faso · Burundi · Centraal-Afrikaanse Republiek · Comoren · Congo-Brazzaville · Congo-Kinshasa · Djibouti · Egypte · Equatoriaal-Guinea · Eritrea · Ethiopië · Gabon · Gambia · Ghana · Guinee · Guinee-Bissau · Ivoorkust · Kaapverdië · Kameroen · Kenia · Lesotho · Liberia · Libië · Madagaskar · Malawi · Mali · Mauritanië · Mauritius · Marokko · Mozambique · Namibië · Niger · Nigeria · Oeganda · Rwanda · Sao Tomé en Principe · Senegal · Seychellen · Sierra Leone · Soedan · Somalië · Swaziland · Tanzania · Togo · Tsjaad · Tunesië · Zambia · Zimbabwe · Zuid-Afrika · Zuid-Soedan 

CONCACAF-zone: Amerikaanse Maagdeneilanden · Anguilla · Antigua en Barbuda · Aruba · Bahama's · Barbados · Belize · Bermuda · Britse Maagdeneilanden · Canada · Kaaimaneilanden · Costa Rica · Cuba · Curaçao · Dominica · Dominicaanse Republiek · El Salvador · Frans Guyana · Grenada · Guadeloupe · Guatemala · Guyana · Haïti · Honduras · Jamaica · Martinique · Mexico · Montserrat · 
Nicaragua · Panama · Puerto Rico · Saint Kitts en Nevis · Saint Lucia · Saint Vincent en de Grenadines · Sint Maarten · Suriname · Trinidad en Tobago · Turks- en Caicoseilanden · Verenigde Staten

CONMEBOL-zone: Argentinië · Bolivia · Brazilië · Chili · Colombia · Ecuador · Paraguay · Peru · Uruguay · Venezuela

OFC-zone: Amerikaans-Samoa · Cookeilanden · Fiji · Nieuw-Caledonië · Nieuw-Zeeland · Papoea-Nieuw-Guinea · Samoa · Salomoneilanden · Tahiti · Tonga · Vanuatu

UEFA-zone: Albanië · Andorra · Armenië · Azerbeidzjan · België · Bosnië en Herzegovina · Bulgarije · Cyprus · Denemarken · Duitsland · Engeland · Estland · Faeröer · Finland · Frankrijk · Georgië · Gibraltar · Griekenland · Hongarije · IJsland · Ierland · Israël · Italië · Kazachstan · Kosovo · Kroatië · Letland · Liechtenstein · Litouwen · Luxemburg · Macedonië · Malta · Moldavië · Montenegro · Nederland · Noord-Ierland · Noorwegen · Oekraïne · Oostenrijk · Polen · Portugal · Roemenië · Rusland · San Marino · Schotland · Servië · Slovenië · Slowakije · Spanje · Tsjechië · Turkije · Wales · Wit-Rusland · Zweden · Zwitserland